# Fettsugning

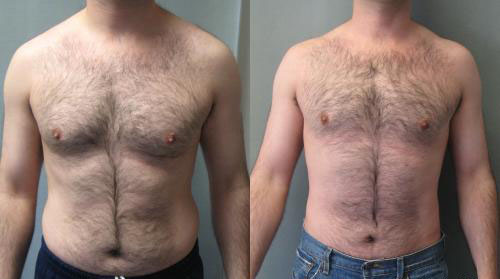
Före (vänster) och efter (höger) fettsugning av gynekomasti.

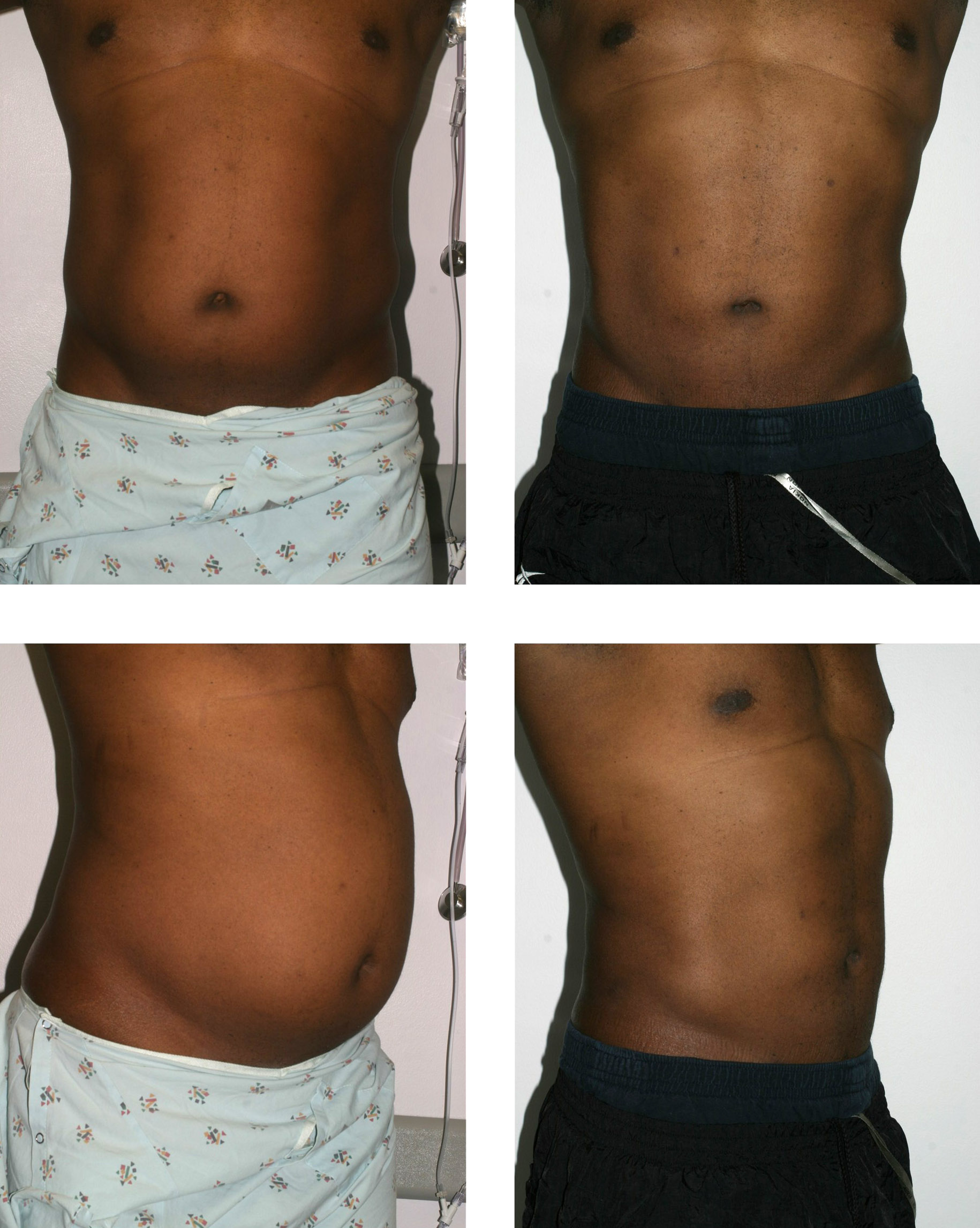
Före (vänster) och efter (höger) fettsugning av bukfetma.

Fettsugning, (engelska: liposuction) är en plastikkirurgisk operationsmetod som används för att avlägsna lokala ansamlingar av fett på kroppen. Vanligen är det frågan om områden där fettet påverkas mycket litet av en allmän viktnedgång. Typiskt är yttersidan på låren hos kvinnor och buken hos män. Det kan även finnas ärftliga orsaker att fett ansamlas exempelvis under hakan trots att man är normalviktig i övrigt. Det skall understrykas att fettsugning inte är en viktminskningsmetod eller alternativ till bantning utan skall ses som ett komplement till generella viktminskningsmetoder.
Fettsugning innebär att fettcellerna i området förstörs mekaniskt och sugs ut med undertryck. Destruktionen av fettcellerna kan underlättas genom att man injiceras koksaltlösning blandat med lokalbedövning eller använder ultraljud innan själva sugningen påbörjas. I och med att fettcellerna förstörs blir resultatet bestående under lång tid.
Fettsugning utförs under narkos, lokalbedövning eller ryggbedövning beroende på vilket och hur stort område som skall behandlas samt hur mycket fett som skall avlägsnas. Efter operationen är området ofta missfärgat under ett par veckor. För att få ett bra resultat skall man under några veckor efter fettsugningen komprimera området som behandlats exempelvis med hjälp av speciella åtsittande plagg (till exempel gördel efter sugning av magen och cykelbyxor om det är låren som behandlats).

## Komplikationsrisker vid fettsugning
Risken för komplikationer till följd av en fettsugning ökar i förhållande till antalet områden som behandlas samtidigt och mängden fett som avlägsnas.
Kombinationen av ovanstående faktorer ökar sekventiellt risken för infektion, förlängd läkeprocess, bildande av fett- eller blodproppar (som kan vandra till lungorna och orsaka dödsfall), omfattande vätskebrist som i sin tur kan leda till chock, vätskeansamling som måste dräneras ut, brännskador till följd av friktion, skador på huden, nerver eller inre organ och överreaktioner på mediciner.
Ärren som uppkommer på de platser där sonden förs in i kroppen är små (ca 1 cm) och läggs på ett diskret sätt. Det är dock inte ovanligt att dessa ärr inte blir helt perfekta. Huden kan bli ojämn, asymmetrisk och i vissa fall slapp. Det senare är mer vanligt förekommande hos äldre patienter. Känselbortfall och pigmentförändringar förekommer. I vissa fall behöver ovanstående bieffekter korrigeras genom ytterligare kirurgiska ingrepp.

## Fettsugning med laser
Vid fettsugning med laser används en millimeter tunn kanyl som innehåller laserfibrer förs in det fettområdet som skall behandlas. 
Efter det aktiveras lasern enligt ett jämnt systematiskt mönster. 
Energin från lasern slår sönder fettcellerna, fettcellens innehåll läcker då ut i form av en oljig vätska i området. När lasern har gjort sitt sugs den oljiga vätskan ut alternativt lämnas kvar i kroppen. 
Om den lämnas kvar tar kroppen själv hand om den och bryter ned den. 
Det som bland annat skiljer fettsugning med laser mot en traditionell fettsugning är att patienten aldrig blir nedsövd med narkos. 
Istället använder man lokalbedövning med lättare sedering. 
Detta är ett kirurgiskt sätt att lokaliserat ta bort oönskat fett. De fettceller som väl är borttagna återbildas inte vid viktuppgång.
Att komplikationer uppstår vid fettsugning med laser är väldigt ovanligt. Det som i vissa fall kan uppstå är att huden inte är helt jämn, det vill säga en oregelbundenhet i huden.